# Marienlyst (herregård)
 For alternative betydninger, se Marienlyst. (Se også artikler, som begynder med Marienlyst)
Marienlyst er udskilt som en Parcel fra hovedgården Iselingen i 1787. Gården ligger ved Storstrømskysten sydøst for Vordingborg. Hovedbygningen er opført i 1800 og er ombygget i 1873-1874
Marienlyst Gods er på 414 hektar med Bakkegård

## Ejere af Marienlyst
- (1787-1793) Christian Frederik E. Rantzau
- (1793-1803) Marie Margrethe Classen gift (1) Rantzau (2) Iselin
- (1803-1804) Jens Lind
- (1804) H. H. P. Reiersen
- (1804-1810) Peder Bech / Ivar Qvistgaard / Hans Wassard / Just Michael Aagaard
- (1810-1835) Hans Wassard
- (1835-1864) Morten Munk Wassard
- (1864-1898) Hans Mathias Wassard
- (1898-1929) Augusta Ringberg gift Wassard
- (1929-1954) Morten Mathias Wassard
- (1954-1979) Mogens Mathias Wassard
- (1979-1990) Hans Mathias Munk Wassard/Mogens Mathias Wassard
- (1990-2019) Hans Mathias Munk Wassard
- (2019-2024) Hans Mathias Munk Wassard / Esther Marie Wassard
- (2025-)         Esther Marie Wassard

J. P. Trap: Danmark 5.udgave, Kraks Landbrug
55°0′6.02″N 11°55′43.66″Ø / 55.0016722°N 11.9287944°Ø
|  | Denne artikel om en bygning eller et bygningsværk kan blive bedre, hvis der indsættes et (bedre) billede. Du kan hjælpe ved at afsøge Wikimedia Commons for et passende billede eller lægge et op på Wikimedia Commons med en af de tilladte licenser og indsætte det i artiklen. |